# Sericesthis erosa
Sericesthis erosa är en skalbaggsart som beskrevs av Blackburn 1890. Sericesthis erosa ingår i släktet Sericesthis och familjen Melolonthidae. Inga underarter finns listade i Catalogue of Life.